# Idioma yupik de Alaska Central
El Yupik de Alaska Central, o Yupʼik (también llamado Yupik, Yupik central,  o Yugtun) es una de las lenguas de la familia Yupik, a su vez un miembro del grupo de lenguas esquimo-aleutianas, hablado en el oeste y suroeste de Alaska. Tanto en población étnica como en número de hablantes, el pueblo Yupik de Alaska Central forma el grupo más grande entre los nativos de Alaska. En 2010, el yupʼik era, después del navajo , el segundo idioma aborigen más hablado en los Estados Unidos. Yupʼik no debe confundirse con el idioma yupik de Siberia Central que se habla en la Península de Chukotka y la Isla San Lorenzo (Alaska), ni con el Yupik naucano se habla también en Chukotka.
Yupʼik, como todas las lenguas esquimales, es una lengua polisintética y utiliza el sufijo como medio principal para la formación de palabras. Existe una gran cantidad de sufijos derivacionales (denominados postbases) que se utilizan de forma productiva para formar estas palabras polisintéticas. Yup'ik tiene predominantemente alineación ergativa: La marcación de caso sigue el patrón ergativo en su mayor parte, pero la concordancia verbal puede seguir un patrón ergativo o acusativo, dependiendo del modo gramatical. El idioma distingue gramaticalmente tres números: singular, dual y plural. No existe distinción de género gramatical en el idioma, ni artículos.

## Nombre del idioma
El idioma Yup'ik tiene varios nombres. Dado que es un miembro geográficamente central de los idiomas Yupik y se habla en Alaska , el idioma a menudo se conoce como Yupik de Alaska Central (por ejemplo, en la gramática del idioma de Miyaoka de 2012). El término Yup'ik [jupːik] es un endónimo común y se deriva de / juɣ-piɣ / "persona genuina". El Alaska Native Language Center y la gramática del alumno de Jacobson (1995) utilizan el término Yup'ik central (de Alaska), que puede verse como un híbrido de los dos términos anteriores; Sin embargo, existe la posibilidad de confusión aquí: Yup'ik central (de Alaska) puede referirse al idioma en su conjunto o al dialecto geográficamente central del idioma, más comúnmente llamado Yup'ik Central General.
Otros endónimos se utilizan regionalmente: Cup'ig en el dialecto Nunivak, Cup'ik en Chevak (estos términos están relacionados con Yup'ik, pero representan la pronunciación de la palabra en el dialecto respectivo) y Yugtun en la región Yukón-Kuskokwim.

## Distribución geográfica
Yupʼik se habla principalmente en el suroeste de Alaska, desde Norton Sound en el norte hasta la Península de Alaska en el sur, y desde el Lago Iliamna en el este hasta la Isla Nunivak en el oeste. Yup'ik se encuentra geográficamente central en relación con los otros miembros de la familia de lenguas Yupik: El idioma alutiiq se habla al sur y al este, y el yupik central de Siberia se habla al oeste en la isla de San Lorenzo (a menudo llamada isla de San Lorenzo Yupik en el contexto de Alaska) y en la península de Chukotka , donde Naukan Yupiktambién se habla. Yup'ik limita al norte con el idioma iñupiaq, más lejanamente relacionado; la diferencia entre el Yupʼik y el Iñupiaq es comparable a la de la diferencia entre el español y el francés. 
De una población total de más de 23.000 personas, más de 14.000 son hablantes del idioma. Los niños todavía crecen hablando yupʼik como su primer idioma en 17 de las 68 aldeas yupʼik, las que se encuentran principalmente en la parte baja del río Kuskokwim , en la Isla Nelson y a lo largo de la costa entre el río Kuskokwim y la isla Nelson. La variedad de yup'ik hablada por las generaciones más jóvenes está fuertemente influenciada por el inglés: es menos sintética, tiene un inventario reducido de demostrativos espaciales y su léxico contiebe abundantes anglicismos.

## Dialectos
Por lo general, se considera que el Yup'ik tiene cinco dialectos: Norton Sound, Yup'ik Central General, Nunivak, Hooper Bay-Chevak, y el extinto dialecto Egegik. Todos los dialectos son mutuamente inteligibles, aunque con diferencias fonológicas y léxicas que a veces causan dificultades en la comprensión dialectal cruzada. Las diferencias léxicas existen de forma algo dramática entre los dialectos, en parte debido a una práctica histórica del tabú de nombres. Los hablantes pueden mostrarse reacios a adoptar el léxico de otro dialecto porque "a menudo se sienten orgullosos de sus propios dialectos".
Los dialectos y subdialectos yupʼik y sus ubicaciones son los siguientes:
1. Norton Sound (alternativamente, Unaliq-Pastuliq); hablado alrededor de Norton Sound.
  1. Subdialecto Unaliq; hablado por las tribus Unalirmiut (Atnegmiut, Kuuyuŋmiut, Eŋlutaleġmiut, etc.) en Elim (Neviarcaurluq), Golovin (Cingik), St. Michael (Taciq).
  2. Subdialecto de Kotlik; hablado por la tribu Pastulirmiut en Kotlik (Qerrulliik).
2. General Central Yupʼik (Yugtun); hablado en la Isla Nelson, en el delta Yukon-Kuskokwim y en la región de la bahía de Bristol en Alaska.[9]
  1. Dialectos centrales; hablado en la parte baja de Kuskokwim , en la costa hasta la Isla Nelson y en la Bahía de Bristol.[10]
    1. Subdialecto de Kuskokwim inferior; hablado en Akiachak (Akiacuaq), Akiak (Akiaq), Atmautluak (Atmaulluaq), Bethel (Mamterilleq), Eek (Ekvicuaq), Goodnews Bay (Mamterat), Upper Kalskag (Qalqaq), Lower Kalskag (Qalqaq), Kipnuk (Qipnek), Kongiganak (Kangirnaq), Kwethluk (Kuiggluk), Kwigillingok (Kuigilnguq), Napakiak (Naparyarraq), Napaskiak (Napaskiaq), Nunapitchuk o Akolmiut (Nunapicuar), Oscarville (Kuiggayagaq), Platinum (Arviiq), Quinhagak (Kuinerraq), Tuluksak (Tuulkessaaq), y Tuntutuliak (Tuntutuliaq).
    2. Subdialecto de la Bahía de Bristol; hablado en Aleknagik (Alaqnaqiq), Clark's Point (Saguyaq), Dillingham (Curyung), Ekuk , Manokotak (Manuquutaq), Togiak (Tuyuryaq) y Twin Hills (Ingricuar).

  2. Dialectos periféricos; hablado en la parte superior de Kuskokwim , en el Yukón y alrededor del Lago Iliamna.[10]
    1. Subdialecto Yukon o Lower Yukon; hablado en Alakanuk (Alarneq), Emmonak (Imangaq), Holy Cross (Ingirraller), Marshall o Fortuna Ledge (Masserculleq), Mountain Village (Asaacaryaraq), Nunam Iqua o Sheldon Point (Nunam Iqua), Pilot Station (Tuutalgaq), Pitkas Point (Negeqliim Painga),  Russian Mission (Iqugmiut), St. Mary's (Negeqliq), Scammon Bay (Marayaarmiut)
    2. Subdialecto Kuskokwim superior o medio; hablado en Aniak (Anyaraq), Chuathbaluk (Curarpalek), Crooked Creek (Qipcarpak), McGrath, Sleetmute (Cellitemiut), Stony River
    3. Subdialecto del Lago Iliamna; hablado en Egegik (Igyagiiq), Igiugig (Igyaraq), Iliamna (Illiamna), Kokhanok (Qarrʼunaq), Levelock (Liivlek), Naknek (Nakniq), South Naknek (Qinuyang)

  3. Dialectos mixtos (es decir, aquellos que comparten características de variedades centrales y periféricas)
    1. Subdialecto de Nelson Island y Stebbins; hablado en Chefornak (Cevvʼarneq), Newtok (Niugtaq), Nightmute (Negtemiut), Stebbins (Tapraq), Toksook Bay (Nunakauyaq o Qaluuyarmiut), Tununak (Tununeq)
    2. Subdialecto del río Nushagak; hablado en Ekwok (Iquaq), Koliganek (Qalirneq), New Stuyahok (Cetuyaraq), Portage Creek
3. Egegik (extinto), una vez hablado en Egegik (Igyagiiq)
4. Bahía Hooper-Chevak
  1. Subdialecto de Hooper Bay; hablado en Hooper Bay (Naparyaarmiut)
  2. Subdialecto chevak ; hablado en Chevak (Cevʼaq),
5. Nunivak ; hablado en Mekoryuk (Mikuryar).

El último de estos, el dialecto Nunivak (Cupʼig) es distinto y muy divergente de los dialectos yupʼik del continente. La única diferencia significativa entre los dialectos de Hooper Bay y Chevak es la pronunciación de la inicial y- [j] como c- [tʃ] en Chevak en algunas palabras: Yupʼik en Hooper Bay pero Cupʼik en Chevak.
Incluso los subdialectos pueden diferir en cuanto a pronunciación y léxico. La siguiente tabla compara algunas palabras en dos subdialectos del Yupʼik Central General (Yugtun).
| Yukon (Kuigpak) | Kuskokwim (Kusquqvak) | Signficado                            |
| elicar-         | elitnaur-             | estudiar (intrans.); enseñar (trans.) |
| elicaraq        | elitnauraq            | estudiante                            |
| elicari-        | elitnauri             | enseñar (intrans.)                    |
| elicarista      | elitnaurista          | maestro                               |
| aiggaq          | unan                  | mano                                  |
| ikusek          | cingun                | codo                                  |
| ayuqe-          | kenir-                | hervir                                |
| cella           | ella                  | clima, afuera, universo, conciencia   |
| naniq           | kenurraq              | lámpara, luz                          |
| uigtua-         | naspaa-               | probar o saborear, intentar           |

### Escritura y literatura
Un silabario conocido como Yugtun fue inventado para el idioma por Uyaquq, un hablante nativo, alrededor de 1900, aunque el idioma ahora se escribe principalmente usando la escritura latina.  El trabajo lingüístico temprano en Yupʼik Central fue realizado principalmente por misioneros ortodoxos rusos, luego jesuitas y finalmente de la Hermandad de Moravia, lo que llevó a una modesta tradición de alfabetización utilizada en la escritura de cartas. En la década de 1960, Irene Reed y otros en el Alaska Native Language Center desarrollaron un sistema de escritura moderno para el idioma. Su trabajo condujo al establecimiento de los primeros programas escolares bilingües del estado en cuatro aldeas Yupʼik a principios de la década de 1970. Desde entonces se ha publicado una amplia variedad de materiales bilingües, incluido el completo diccionario del idioma de Steven Jacobson, su gramática práctica completa en el aula y colecciones de historias y narrativas de muchos otros, incluida una novela completa de Anna Jacobson.

### Ortografía
Si bien se han utilizado varios sistemas diferentes para escribir Yupʼik, la ortografía más utilizada hoy en día es la adoptada por el Alaska Native Language Center y ejemplificada en el diccionario de Jacobson (1984), la gramática del alumno de Jacobson (1995) y la gramática de Miyaoka (2012). La ortografía es un alfabeto de escritura latina ; las letras y dígrafos utilizados en orden alfabético se enumeran a continuación, junto con una indicación de sus fonemas asociados en el Alfabeto Fonético Internacional (AFI).
| Letra / dígrafo | AFI  |     | Letra / dígrafo | AFI                               | Notas |
| --------------- | ---- | --- | --------------- | --------------------------------- | ----- |
| a               | /a/  | p   | /p/             |                                   |       |
| c               | /tʃ/ | q   | /q/             |                                   |       |
| e               | /ə/  | r   | /ʁ/             | representa /χ/ a final de palabra |       |
| g               | /ɣ/  | rr  | /χ/             |                                   |       |
| gg              | /x/  | s   | /z/             | representa /s/ a final de palabra |       |
| i               | /i/  | ss  | /s/             |                                   |       |
| k               | /k/  | t   | /t/             |                                   |       |
| l               | /l/  | u   | /u/             |                                   |       |
| ll              | /ɬ/  | u͡g  | /ɣʷ/            |                                   |       |
| m               | /m/  | u͡r  | /ʁʷ/            |                                   |       |
| ḿ               | /m̥/  | u͡rr | [χʷ]            | no contrasta con /ʁʷ/             |       |
| n               | /n/  | v   | /v/             |                                   |       |
| ń               | /n̥/  | vv  | /f/             |                                   |       |
| ng              | /ŋ/  | w   | /xʷ/            |                                   |       |
| ńg              | /ŋ̊/  | y   | /j/             |                                   |       |

Las vocales /a, i, u/ pueden ser largas; estos se escriben aa, ii, uu cuando la longitud de la vocal no es el resultado de acentuación. Las consonantes también pueden ocurrir largas (geminadas), pero su ocurrencia es a menudo predecible por reglas fonológicas regulares, por lo que en estos casos no está marcado en la ortografía. Cuando las consonantes largas ocurren de manera impredecible, se indican con un apóstrofo después de la consonante. Por ejemplo, Yupiaq y Yupʼik contienen una p geminada (/pː/). En Yupiaq la longitud es predecible y, por tanto, no está marcada; en Yupʼikla longitud no es predecible y, por lo tanto, debe indicarse con el apóstrofe. Un apóstrofe también se utiliza para separar n de g , para distinguir n'g / nɣ / del dígrafo ng /ŋ/. Los apóstrofos también se usan entre dos consonantes para indicar que no se ha producido asimilación, y entre dos vocales para indicar la falta de geminación de una consonante precedente. Se usa un guion para separar un clítico de su anfitrión.

## Fonología
El Yup'ik posee cuatro vocales: /a i u ə/. La vocal media central /ə/ siempre se manifiesta fonéticamente de corta duración, pero las otras tres vocales pueden ocurrir fonéticamente cortas o largas: [a aː i iː u uː . Las vocales fonéticamente largas se producen cuando una vocal completa (/aiu/) se alarga por el acento, o cuando dos vocales simples se juntan a través de un límite de morfema. El efecto es que, si bien la longitud de la vocal fonética puede producir un contraste superficial entre las palabras, la longitud fonética es predecible y, por lo tanto, no es fonémicamente contrastiva.
|            | Anterior (no redondeada) | Central (no redondeada) | Posterior (redondeada) |
| ---------- | ------------------------ | ----------------------- | ---------------------- |
| No abierta | i                        | ə                       | u                      |
| Abierta    |                          | a                       |                        |

Las vocales [eo] son alófonos de /iu/, y se encuentran antes de las consonantes uvulares (como [q] o [ʁ] ) y antes de la vocal abierta [a].

### Consonantes
El idioma Yup'ik no contrasta la voz en consonantes oclusivas, pero tiene una amplia gama de fricativas que contrastan en la voz. El fonema /l/ no es fonéticamente una fricativa, pero se comporta fonológicamente como una en yup'ik (en particular con respecto a las alternancias sonoras, donde se alterna con [ɬ]). Los contrastes entre /s/ y /z/ y entre /f/ y /v/ son raros, y la mayor parte de los contrastes sonoros entre fricativas se encuentra entre las laterales /l/ y /ɬ/, las velares /x/ y /ɣ/, y las uvulares /χ/ y /ʁ/. Para algunos hablantes, también hay un contraste de voz entre las consonantes nasales, lo que tipológicamente es algo raro. Cualquier consonante puede aparecer como geminada en medio de una palabra, y la longitud de las consonantes es contrastiva.
|             |             | Labial | Labial | Alveolar | Alveolar | Postalveolar / Palatal | Postalveolar / Palatal | Velar | Velar | Uvular | Uvular |
| Nasal       | Nasal       | m̥      | m      | n̥        | n        |                        |                        | ŋ̊     | ŋ     |        |        |
| Oclusiva    | Oclusiva    | p      |        | t        |          |                        |                        | k     |       | q      |        |
| Africada    | Africada    |        |        | ts       |          | tʃ                     |                        |       |       |        |        |
| Fricativa   |             | f      | v      | s        | z        |                        |                        | x     | ɣ     | χ      | ʁ      |
| Fricativa   | Labializada |        |        |          |          |                        |                        | xʷ    | ɣʷ    | [χʷ]   | ʁʷ     |
| Fricativa   | Lateral     |        |        | ɬ        |          |                        |                        |       |       |        |        |
| Aproximante | Aproximante |        |        |          |          |                        | j                      |       | w     |        |        |
| Aproximante | Aproximante |        | l      |          |          |                        |                        |       |       |        |        |

La tabla anterior incluye los alófonos [χʷ], [ts], y [w]. La fricativa uvular sorda labializada [χʷ] ocurre sólo en algunas variantes del habla y no contrasta con su contraparte sonora /ʁʷ/. La africada alveolar sorda [ts] es un alófono de /tʃ/ antes de la vocal schwa. La aproximante labiovelar sonora [w] es alófono de /v/que típicamente ocurre entre dos vocales completas, excepto cuando ocurre adyacente a un sufijo flexional. Por ejemplo, /tʃali-vig-∅/ "trabajo-lugar-ABS" se pronuncia [tʃaliːwik] (orthográficamente, calivik), ya que /v/ aparece entre dos vocales completas y no es adyacente al sufijo flexional. Con /tʃav-utə/ "remo" por el contrario, dado que / -utə / es un sufijo flexional, /v/ no sufre la alternancia alofónica: [tʃavun] (cavun). 

#### Variaciones dialectales
En Norton Sound, así como en algunas aldeas del bajo Yukón, /j/ tiende a pronunciarse como [z] cuando sigue una consonante, y se gemina /jː/ como [zː]. Por ejemplo, la palabra angyaq "barco" del Yup'ik Central General (GCY) es angsaq [aŋzaq] en Norton Sound. 
Por el contrario, en el dialecto de Hooper Bay-Chevak (HBC), no hay fonema /z/, y /j/ se usa en su lugar, de modo que el qasgiq [qazɣeq] (GCY) se pronuncia qaygiq [qajɣeq]. HBC no tiene el alófono [w] de /v/, de modo que /v/ se pronuncia [v] en todos los contextos, y no hay fricativas uvulares labializadas. 
En el dialecto Nunivak, se encuentra /aː/ en lugar de /ai/ (GCY), de modo que cukaitut "son lentos" (GCY) se pronuncia cukaatut, no hay fortición a final de palabra de /x/ y /χ/, y a principio de palabra /xʷ/ se pronuncia [kʷ].

#### Alteraciones de voces
Hay una variedad de procesos de asimilación de voces (específicamente, ensordecimiento) que se aplican principalmente de manera predecible a consonantes continuantes (fricativas y nasales); estos procesos no están representados en la ortografía.
- Las fricativas sonoras /v, z, l, ɣ, ʁ/ experimentan una asimilación sonora cuando están adyacentes a las oclusivas sordas /p, t, k, q/; esto ocurre progresivamente (de izquierda a derecha) y regresivamente (de derecha a izquierda). Así ekvik se pronuncia [əkfik], y qilugtuq /qiluɣ-tu-q/ se pronuncia [qiluxtoq] (compárese con qilugaa /qiluɣ-aa/ [qiluːɣaː]).
- La asimilación progresiva de la voz se produce de fricativas a fricativas: inarrvik /inaχ-vik/ se pronuncia [inaχfik].
- La asimilación progresiva de la voz se produce desde oclusivas hasta nasales: ciut-ngu-uq "esto es una oreja" se pronuncia [tʃiutŋ̊uːq].
- La sonorización progresiva se produce opcionalmente desde fricativas sordas hasta nasales: errneq se pronuncia [əχn̥əq] o [əχnəq].[21]

Ocasionalmente, estos procesos de asimilación no se aplican, y en la ortografía se escribe un apóstrofo en el medio del grupo de consonantes para indicar esto: at'nguq se pronuncia [atŋoq], no [atŋ̊oq]. 
Las fricativas son ensordecidas a principio y a final de palabra.

#### Fortición a final de palabra
Otra alternancia fonológica común de Yup'ik es la fortición a final de palabra. Entre las consonantes, solo las oclusivas /tkq/, las nasales /mnŋ/ y la fricativa /χ/ pueden aparecer al final de la palabra. Cualquier otra fricativa (y en muchos casos también /χ/) se volverá oclusiva cuando aparezca al final de una palabra. Por ejemplo, qayar-pak "kayak grande" se pronuncia [qajaχpak], mientras que "kayak" solo es [qajaq]; la fricativa velar se convierte en una oclusiva a final de palabra. Además, la [k] de -pak es solo una oclusiva en virtud de que está a final de palabra: si se agrega otro sufijo, como en qayar-pag-tun "como un gran kayak", se encuentra una fricativa en vez de esa oclusiva: [qajaχpaxtun].

#### Elisión
Las consonantes velares sonoras /ɣ, ŋ/ se eliden entre vocales simples, si la primera es una vocal completa: /tuma-ŋi/ se pronuncia tumai [tumːai] (con la geminada [mː] resultante de la geminación automática).

### Prosodia
El Yup'ik tiene un sistema de acento prosódico yámbico. Comenzando por la sílaba más a la izquierda de una palabra y moviéndose hacia la derecha, las sílabas generalmente se agrupan en unidades (denominadas "pies") que contienen dos sílabas cada una, y se acentúa la segunda sílaba de cada pie. (Sin embargo, los pies en yup'ik también pueden constar de una sola sílaba, que casi siempre está cerrada y debe llevar acento.) Por ejemplo, en la palabra pissuqatalliniluni "aparentemente a punto de cazar", cada segunda sílaba (excepto la última) tiene acento prosódico. El más prominente de estos (es decir, la sílaba que tiene acento primario) es el más a la derecha de las sílabas acentuadas. 
El sistema de acentuación yámbica del Yup'ik da como resultado un alargamiento yámbico predecible, un proceso que sirve para aumentar el peso de la sílaba prominente en un pie. Cuando no se puede aplicar el alargamiento, se aplican una variedad de procesos que involucran elisión o geminación para crear una palabra prosódica bien formada.

#### Alargamiento yámbico
El alargamiento yámbico es el proceso mediante el cual la segunda sílaba en un pie yámbico se hace más prominente al alargar la duración de la vocal en esa sílaba. En el yup'ik, en un pie bisilábico cuyas sílabas contienen cada una vocal fonológicamente única se pronunciará con una vocal larga en la segunda sílaba. Así pissuqatalliniluni /pisuqataɬiniluni/ "aparentemente a punto de cazar" se pronuncia [(pi.'suː) (qa.'taː) (ɬi.'niː) lu.ni]. Siguiendo la convención lingüística estándar, los paréntesis aquí delimitan los pies, los puntos representan los límites de las sílabas restantes y los apóstrofos ocurren antes de las sílabas que llevan acento. En esta palabra, la segunda, cuarta y sexta sílabas se pronuncian con vocales largas como resultado del alargamiento yámbico. El alargamiento yámbico no se aplica a las sílabas finales de una palabra. 
Debido a que la vocal /ə/ no puede aparecer larga en yup'ik, cuando una sílaba cuyo núcleo es /ə/ está en línea para recibir acento, el alargamiento yámbico no puede aplicarse. En cambio, puede suceder una de dos cosas. En los dialectos de Norton Sound, la consonante que sigue a /ə/ se geminará si esa consonante no forma parte de un grupo. Esto también ocurre fuera de Norton Sound si las consonantes antes y después de /ə/ son fonéticamente similares. Por ejemplo, /tuməmi/ "en la huella" no se pronuncia *[(tu.'məː) mi], lo que se esperaría por alargamiento yámbico, sino que se pronuncia [(tu.'məm) mi], con geminación de la segunda /m/ para aumentar el peso de la segunda sílaba.

#### Acento prosódico regresivo
Hay una variedad de factores prosódicos que hacen que el estrés se retraiga (retroceda) a una sílaba donde de otra manera no se esperaría, dado el patrón de acento prosódico yámbico habitual. (Sin embargo, estos procesos no se aplican en los dialectos de Norton Sound.) Se dice que los procesos mediante los cuales el acento prosódico se retrae bajo factores condicionados prosódicamente presentan regresión del acento prosódico en la gramática de Miyaoka (2012). Cuando ocurre la regresión, la sílaba a la que el acento regresa constituye un pie monosilábico. 
El primero de estos procesos está relacionado con la incapacidad de /ə/ de alargarse. Fuera de Norton Sound, si las consonantes antes y después de /ə/ son fonéticamente diferentes, /ə/ desaparecerá y el acento se retraerá a una sílaba cuyo núcleo sea la vocal antes de /ə/. Por ejemplo, /nəqə-ni/ "su propio pez" no se pronuncia *[(nə.'qəː) ni], que es lo que se esperaría de un alargamiento yámbico, sino que se pronuncia neq'ni [('nəq) ni], que presenta la elisión de /ə/ y un pie monosilábico.
En segundo lugar, si la primera sílaba de una palabra es cerrada (termina en consonante), esta sílaba constituye un pie monosilábico y recibe acento. La secuencia yámbica continúa de izquierda a derecha desde el borde derecho de ese pie. Por ejemplo, nerciqsugnarquq "probablemente comerá" tiene el patrón de acento [('nəχ) (tʃiq.'sux) naχ.qoq], con acento en la primera y tercera sílabas. 
Otro tercer factor prosódico que influye en la regresión es el hiato: la aparición de vocales adyacentes. Yup'ik no permite la pausa en los límites entre los pies: dos vocales consecutivas cualesquiera deben agruparse dentro del mismo pie. Si dos vocales son adyacentes, y la primera de ellas estaría en el borde derecho de un pie (y por lo tanto acentuada) dada la base yámbica habitual, la acentuación se retrae a una sílaba precedente. Sin acento regresivo, Yupiaq /jupiaq/ se pronunciaría * [(ju.'piː) aq], pero debido a la prohibición del hiato en los límites de los pies, el acento se retrae a la sílaba inicial y se produce la geminación consonante para aumentar el peso de esa sílaba inicial, resultando en [('jup) pi.aq]. Este proceso se denomina geminación automática en la gramática de Jacobson (1995).
El Yup'ik también prohíbe los pies yámbicos que constan de una sílaba cerrada seguida de una abierta, es decir, pies de la forma CVC.'CV (ː), donde C y V significan "consonante" y "vocal" respectivamente. Para evitar este tipo de pie, la tensión se retrae: cangatenrituten /tʃaŋatənʁitutən/ tiene el patrón de tensión [(tʃa.'ŋaː) ('tən) (ʁi.'tuː) tən] para evitar el pie yámbico *(tən.'ʁiː) que de lo contrario se esperaría.

## Gramática
El Yup'ik tiene una morfología muy sintética: el número de morfemas dentro de una palabra es muy alto. Además, es una lengua aglutinante, lo que significa que la afijación es la estrategia principal para la formación de palabras, y que un afijo, cuando se agrega a una palabra, no afecta de manera impredecible las formas de afijos vecinos. Debido a la tendencia a crear verbos muy largos mediante sufijos, un verbo en yupʼik a menudo contiene tanta información como una oración en inglés, y el orden de las palabras suele ser bastante libre.
Se identifican tres partes del habla: sustantivos, verbos y partículas. Debido a que hay menos partes del habla que en (por ejemplo) inglés, cada categoría tiene una gama más amplia de usos. Por ejemplo, el caso gramatical del Yup'ik cumple el rol que cumplen las preposiciones en inglés, y los afijos o raíces derivacionales nominales cumplen el rol que cumplen los adjetivos en inglés.

### Morfología
En el trabajo descriptivo sobre el Yup'ik, hay cuatro regiones dentro de sustantivos y verbos que se identifican comúnmente. El primero de estos a menudo se llama raíz (equivalente a la noción de raíz ), que lleva el significado central de la palabra. Después de la raíz vienen cero o más postbases, que son modificadores de derivación que cambian la categoría de la palabra o aumentan su significado (el Yup'ik no tiene adjetivos; en su lugar se utilizan raíces nominales y postbases). La tercera sección se llama terminación, que lleva las categorías de inflexión de caso (en sustantivos), modo gramatical (en verbos), persona y número. Finalmente, se pueden agregar enclíticos opcionales, que generalmente indican "la actitud del hablante hacia lo que está diciendo, como cuestionar, esperar, informar, etc.". Ortográficamente, los enclíticos se separan del resto de la palabra con un guion. Sin embargo, dado que los guiones ya se usan en glosas para separar morfemas, existe la posibilidad de confusión en cuanto a si un morfema es un sufijo o enclítico, por lo que en las glosas se usa el signo de igual.
|            | Raíz                                            | Postbases                                       | Postbases                                       | Postbases                                       | Postbases                                       | Postbases                                       | Terminación                                     | Terminación                                     | Enclítico                                       |
| ---------- | ----------------------------------------------- | ----------------------------------------------- | ----------------------------------------------- | ----------------------------------------------- | ----------------------------------------------- | ----------------------------------------------- | ----------------------------------------------- | ----------------------------------------------- | ----------------------------------------------- |
| Yup'ik     | angyar                                          | -pa                                             | -li                                             | -yu                                             | -kapigte                                        | -llru                                           | -u                                              | -nga                                            |                                                 |
| Glosa      | bote                                            | AUG ("grande")                                  | hacer                                           | DES ("querer")                                  | ITS ("muchísimo")                               | PST                                             | IND                                             | 1SG                                             |                                                 |
| Traducción | "Yo deseaba muchísimo construir un bote grande" | "Yo deseaba muchísimo construir un bote grande" | "Yo deseaba muchísimo construir un bote grande" | "Yo deseaba muchísimo construir un bote grande" | "Yo deseaba muchísimo construir un bote grande" | "Yo deseaba muchísimo construir un bote grande" | "Yo deseaba muchísimo construir un bote grande" | "Yo deseaba muchísimo construir un bote grande" | "Yo deseaba muchísimo construir un bote grande" |

|              | Raíz                         | Postbases                  | Terminación                | Terminación                | Enclítico                  |
| ------------ | ---------------------------- | -------------------------- | -------------------------- | -------------------------- | -------------------------- |
| Yup'ik       | assir                        |                            | -tu                        | -a                         | =gguq                      |
| Glosa        | bueno                        |                            | IND                        | 1SG                        | RPR (reportativo)          |
| Traducciones | "(él dice que) estoy bien"   | "(él dice que) estoy bien" | "(él dice que) estoy bien" | "(él dice que) estoy bien" | "(él dice que) estoy bien" |
| Traducciones | "(dile a él que) estoy bien" |                            |                            |                            |                            |

|              | Raíz                                 | Postbases                            | Terminación                          | Enclítico                            | Enclítico                            |
| ------------ | ------------------------------------ | ------------------------------------ | ------------------------------------ | ------------------------------------ | ------------------------------------ |
| Yup'ik       | kipus                                | -vik                                 | -Ø                                   | -Ø                                   |                                      |
| Glosa        | comprar                              | LOC ("place for")                    | ABS.SG                               | ABS.SG                               |                                      |
| Traducciones | "tienda" (lit. "lugar para comprar") | "tienda" (lit. "lugar para comprar") | "tienda" (lit. "lugar para comprar") | "tienda" (lit. "lugar para comprar") | "tienda" (lit. "lugar para comprar") |

|            | Raíz                                    | Postbases                               | Postbases                               | Postbases                               | Terminación                             | Terminación                             | Enclítico                               |
| ---------- | --------------------------------------- | --------------------------------------- | --------------------------------------- | --------------------------------------- | --------------------------------------- | --------------------------------------- | --------------------------------------- |
| Yup'ik     | qayar                                   | -pa                                     | -li                                     | -yara                                   | -q                                      | -a                                      |                                         |
| Glosa      | kayak                                   | AUG ("grande")                          | hacer                                   | (nominalizador)                         | ABS.SG                                  | 1SG                                     |                                         |
| Traducción | "la forma en que yo hago un gran kayak" | "la forma en que yo hago un gran kayak" | "la forma en que yo hago un gran kayak" | "la forma en que yo hago un gran kayak" | "la forma en que yo hago un gran kayak" | "la forma en que yo hago un gran kayak" | "la forma en que yo hago un gran kayak" |

Debido a que las post-bases son morfemas derivacionales y, por lo tanto, pueden cambiar la parte del habla de una palabra, muchos verbos se construyen a partir de raíces de sustantivos y viceversa. Por ejemplo, neqe-ngqer-tua "Tengo pescado" es un verbo, a pesar de que neqe- "pescado" es un sustantivo; la postbase -ngqerr "have" convierte la palabra resultante en un verbo. Estos cambios en la categoría gramatical se pueden aplicar de forma iterativa, de modo que en el transcurso de la formación de las palabras, una palabra puede convertirse en un sustantivo, luego en un verbo, luego de nuevo en un sustantivo, y así sucesivamente.

### Conjugación de verbos
La conjugación de los verbos yup'ik implica la marcación obligatoria del modo gramatical y la concordancia.

#### Modo gramatical
Yup'ik tiene una gran cantidad de modos gramaticales. Los modos se pueden categorizar según si la cláusula en la que se encuentran es independiente o subordinada. Hay cuatro modos llamados independientes: el indicativo, el optativo, el interrogativo y el participial; estos normalmente se encuentran en los verbos principales de cláusulas independientes. Yupʼik también tiene diez modos conectivos, que ocurren en los verbos de las cláusulas adverbiales; los modos conectivos son el equivalente yup'ik de muchas conjunciones subordinadas del inglés, y a menudo se traducen como "porque", "aunque", "si" y "mientras". La forma de un estado de ánimo dado puede depender de la transitividad del verbo (p. ej., la forma intransitiva del sufijo del modo participial suele ser -lriar, pero cuando este modo se añade como sufijo a un verbo transitivo, su forma es -ke), en la persona del sujeto gramatical (por ej., el modo optativo se marca con -li sólo si el sujeto es tercera persona), o en el entorno fonológico o morfológico.
|                      |                | Formas | Usos comunes (no exhaustivo)                                                                           |
| -------------------- | -------------- | --- | --- |
| Modos independientes | Indicativo     | -gur (intransitivo) -gar (transitivo) | Usado para formar oraciones declarativas                                                               |
| Modos independientes | Participial    | -lriar, o -ngur después de /t/ (intransitivo) -ke (transitivo) | (Variable)                                                                                             |
| Modos independientes | Interrogativo  | -ta (después de una consonante, si el sujeto está en tercera persona) -ga (después de una vocal, si el sujeto está en tercera persona) -ci (si el sujeto está en primera o segunda persona) | Usado para formar preguntas                                                                            |
| Modos independientes | Optativo       | -li (si el sujeto está en tercera persona) -la (si el sujeto está en primera persona) -gi or -na (si el sujeto está en segunda persona)                                                     | Usado para expresar deseos, peticiones, sugerencias, órdenes y ocasionalmente para hacer declaraciones |
| Co-subordinado       | Aposicional    | -lu, o -na después de ciertos sufijos | Usado para cosubordinacióm, coordinación, y en cláusulas independientes                                |
| Modos conectivos     | Causal         | -nga | Usado para cláusulas subordinadas (se traduce como "porque, cuando")                                   |
| Modos conectivos     | Constativo     | -gaq(a) | Usado para cláusulas subordinadas (se traduce como "siempre que")                                      |
| Modos conectivos     | Precesivo      | -pailg | Usado para cláusulas subordinadas (se traduce como "antes")                                            |
| Modos conectivos     | Concesivo      | -ngrrarr | Usado para cláusulas subordinadas (se traduce como "aunque, incluso si")                               |
| Modos conectivos     | Condicional    | -k(u) | Usado para cláusulas subordinadas (se traduce como "si")                                               |
| Modos conectivos     | Indirectivo    | -cu(a) | Usado para indicar indirectas, amonestaciones                                                          |
| Modos conectivos     | Contemporativo | -llr | Usado para cláusulas subordinadas (se traduce como "cuando")                                           |
| Modos conectivos     | Simultáneo     | -nginanrr | Usado para cláusulas subordinadas (se traduce como "mientas")                                          |
| Modos conectivos     | Estativo       | -Ø | Usado para cláusulas subordinadas (se traduce como "estar en el estado de")                            |

Además de los modos conectivos anteriormente enlistados, hay cinco modos llamados "cuasiconectivos". 
Aunque estos son adverbios adjuntos a las cláusulas principales y, por lo tanto, son similares en función a los estados de ánimo conectivos, se declinan como nominales (se declinan con caso, no concordancia).

#### Concordancia gramatical
El Yup'ik tiene un rico sistema de concordancia sobre los verbos. Se pueden hacer referencias cruzadas de hasta dos argumentos nominales (los verbos intransitivos concuerdan con su único argumento y los verbos transitivos concuerdan con ambos argumentos). Se distinguen tres números (singular, dual y plural), así como al menos tres personas (primera, segunda y tercera). La tercera persona no está marcada cuando se hacen referencias cruzadas de sujetos, y los verbos de las cláusulas dependientes pueden tener dos tipos de formas de tercera persona dependiendo de si algún argumento se co-remite con el sujeto del verbo en la cláusula independiente. En la medida en que los marcadores de acuerdo de sujeto y objeto no sean fusionales, la concordancia de sujeto precede linealmente a la concordancia de objeto.
Dependiendo del modo gramatical del verbo y de las personas gramaticales a las que se hace referencia cruzada, la concordancia puede mostrar un patrón ergativo (donde el único argumento de un verbo intransitivo tiene una referencia cruzada con el mismo morfema que sería si fuera el objeto de un verbo transitivo) o un patrón acusativo (donde el único argumento de un verbo intransitivo tiene una referencia cruzada con el mismo morfema que sería si fuera el sujeto de un verbo transitivo). 
Los marcadores de concordancia varían en forma dependiendo del modo gramatical del verbo. Los dos ejemplos siguientes ilustran esto. En (1), el marcador de concordancia 1SG > 3SG es -qa porque el verbo está en modo indicativo, mientras que en (2) el marcador de concordancia es -ku debido a que el verbo está en modo optativo.
| (1) | assik-a-qa             |  | (2) | patu-la-ku=tuq             | egaleq                     |
|     | gustar-IND.TR-1SG>3SG  |  |     | cerca-OPT-1SG>3SG=desear   | ventana.ABS                |
|     | "me gusta él/ella/eso" |  |     | "Espero cerrar la ventana" | "Espero cerrar la ventana" |

El participio y el indicativo comparten un conjunto de marcadores de concordancia, y todos los modos conectivos también comparten un conjunto común (que también se comparte con algunos sustantivos poseídos).

#### Co-referencia entre cláusulas
La forma de la concordancia de tercera persona en las cláusulas dependientes puede variar dependiendo de si ese argumento de tercera persona es el mismo referente o un referente diferente que un sujeto de tercera persona de la cláusula independiente. En algún trabajo descriptivo sobre el lenguaje, cuando el sujeto de la cláusula independiente es co-referencial con el argumento relevante en la cláusula dependiente, se dice que la concordancia en la cláusula dependiente refleja una "cuarta" o una "reflexiva tercera" persona. Jacobson (1995) utiliza el siguiente contraste para ilustrar: 
| (3) | Nere-llru-uq                                   | ermig-pailg-an                                 |  | (4) | Nere-llru-uq                           | ermig-paileg-mi                        |
|     | comer-PST-IND.3SG                              | lavar.cara-antes-3SG                           |  |     | comer-PST-IND.3SG                      | lavar.cara-antes-4SG                   |
|     | "Ella comió antes de lavar la cara (de otro)." | "Ella comió antes de lavar la cara (de otro)." |  |     | "Ella comió antes de lavar (su) cara." | "Ella comió antes de lavar (su) cara." |

El acuerdo intransitivo en la cláusula dependiente ermig-pailg-an en (3) es -an, lo que indica que el argumento de la cláusula dependiente es un referente diferente al sujeto de la cláusula independiente nerellruuq, mientras que en (4) el acuerdo -mi indica que los argumentos de cada cláusula son co-referenciales. Algunos modos gramaticales no tienen marcadores de concordancia asociados que contrasten estos dos tipos de tercera persona.
Algunos investigadores han argumentado que el contraste en (3-4) ejemplifica un tipo de switch-reference, aunque McKenzie (2015) afirma que dl Yup'ik no tiene las verdaderas características de referencia de interruptor, y que el sistema Yup'ik se comprende mejor en términos de obviación o anáfora de larga distancia.

### Sustantivos
Los sustantivos yup'ik se declinan por número, caso y muestran concordancia con la persona y el número de un poseedor, si está presente. 

#### Caso gramatical
El alineamiento morfosintáctico de Yupʼik es ergativo-absolutivo, lo que significa que los sujetos de los verbos intransitivos llevan el mismo caso gramatical (el absolutivo) que los objetos de los verbos transitivos, mientras que los sujetos de los verbos transitivos tienen un caso diferente (el ergativo). Por ejemplo, la oración angyaq tak'uq ("El bote es largo") presenta un verbo intransitivo, y el sujeto (angyaq, "el bote") está en el caso absolutivo. En comparación, en la oración angyaq kiputaa ("Él compra el barco"), el verbo es transitivo, y ahora es el objeto (angyaq, "el barco") que lleva el absolutivo. Esto contrasta con las lenguas nominativo-acusativas como el inglés, donde los sujetos de intransitivos y transitivos son idénticos en la forma ("He slept", "He ate the bread"), mientras que los objetos de los transitivos tienen un caso diferente ("The moose saw him").
Además de los casos estructurales absolutivos y ergativos (el último de los cuales es sincrético con el genitivo; colectivamente, el ergativo y el genitivo generalmente se denominan el caso relativo), hay al menos otros cinco casos que son en su mayoría- no estructural: ablativo-modalis (un sincretismo histórico de casos ablativos e instrumentales), terminativo, locativo, prolativo y equalis.
|                |                  |                  | Función común | Equivalentes en español            |
| -------------- | ---------------- | ---------------- | --- | ---------------------------------- |
| Estructural    | Absolutivo       | Absolutivo       | Identifica el único argumento de un verbo intransitivo Identifica el objeto definido de un verbo transitivo           | (ninguno)                          |
| Estructural    | Relativo         | Ergativo         | Identifica el sujeto de un verbo transitivo                                                                           | (ninguno)                          |
| Estructural    | Relativo         | Genitivo         | Identifica una posesión                                                                                               | de (como el el Libro de Juan)      |
| No estructural | Ablativo-modalis | Ablativo-modalis | Identifica un punto en el espacio o el tiempo Marca nominales degradados del caso absoluto bajo reducción de valencia | desde (ninguno)                    |
| No estructural | Terminativo      | Terminativo      | Identifica un punto final espacial o temporal Marca nominales degradados del caso relativo bajo reducción de valencia | hasta (ninguno)                    |
| No estructural | Locativo         | Locativo         | Identifica ubicaciones espaciales o temporales Indica el estándar de comparación en comparativas.                     | en, durante (más) que, (menos) que |
| No estructural | Prolativo        | Prolativo        | Identifica una ruta espacial o temporal a través de la cual ocurre el movimiento.                                     | a lo largo de, a través de         |
| No estructural | Equalis          | Equalis          | Marca un nominal que es similar / equivalente a otro; comúnmente co-ocurre con el verbo ayuqe- "parecerse"            | (ninguno)                          |

Las formas de estos casos gramaticales son variables, dependiendo de la persona gramatical y el número del sustantivo principal, así como de la persona y el número de su posesivo (si lo hay).

#### Posesivos
Los sustantivos poseídos, como todos los demás sustantivos, se declinan por número y caso, pero también muestran concordancia de persona y número con su poseedor. Por ejemplo, considere algunas formas de "taza" saskaq. Los dos sustantivos más a la izquierda a continuación no están poseídos, pero el tercero está marcado para un posesivo de primera persona singular -ka (pronunciado en este caso como -qa después de asimilarse a un lugar de articulación uvular). El ejemplo final marca el número plural tanto para el sustantivo como para su posesivo.
| Palabra              |  | saskaq      | saskat      | saskaqa         | saskaa              | saskait             |
| Morfemas componentes |  | saskar-∅    | saskar-t    | saskar-∅-ka     | saskar-nga-∅        | saskar-ngi-t        |
| Glosa                |  | taza-ABS.SG | taza-ABS.PL | taza-ABS.SG-1SG | taza-ABS.SG-3SG     | taza-ABS.PL-3PL     |
| Traducción           |  | "taza"      | "tazas"     | "mi taza"       | "su taza" (él/ella) | "sus tazas" (ellos) |

Los poseedores son a menudo opcionales, pero cuando están presentes se marcan con un caso relativo: angute-m kuuvviar-a (hombre-REL.SG café.ABS.SG-3SG, "el café del hombre").

### Orden de las palabras
El Yup'ik tiene mucha más libertad de orden de las palabras que el inglés. En inglés, el orden de las palabras de sujetos y objetos con respecto a un verbo refleja los roles temáticos del sujeto y el objeto. Por ejemplo, la oración en inglés The dog bit the preacher, "El perro mordió al predicador" significa algo diferente de The preacher bit the dog, "El predicador mordió al perro"; esto se debe a que en inglés, el sustantivo que precede al verbo debe ser el agente (el que muerde), mientras que el sustantivo que sigue al verbo debe ser el tema (el individuo o la cosa mordida).
En el yupʼik, el orden de las palabras es más libre porque el rico sistema de flexiones a menudo sirve para identificar sin ambigüedades las relaciones temáticas sin recurrir al orden de las palabras. Las oraciones yup'ik Qimugtem keggellrua agayulirta (perro. ERG morder predicador. ABS ) y Agayulirta keggellrua qimugtem (predicador. ABS morder perro. ERG ) ambas significan "el perro mordió al predicador", por ejemplo: el orden de las palabras varía entre estas oraciones, pero el hecho de que qimugtem ("perro") esté marcado con mayúscula ergativa ( -m) es suficiente para identificarlo como agente temático. Por lo tanto, para decir "el predicador mordió al perro" en yup'ik, sería necesario cambiar qué sustantivo se vuelve ergativo y cuál se vuelve absolutivo: qimugta keggellrua agayulirtem (perro. ABS morder predicador. ERG ). 
A pesar de la mayor libertad de orden de las palabras, parece haber una preferencia general por el orden Sujeto-Objeto-Verbo (SOV) (aunque VSO también es común, y los factores pragmáticos también juegan un papel importante). Esto se puede observar en circunstancias en las que el sistema flexional no determinará sin ambigüedades qué sustantivo es el agente y cuál es el tema. Esto ocurre, por ejemplo, cuando ambos argumentos de un verbo transitivo indicativo son en tercera persona del plural y no posesivos: elitnauristet mikelnguut assikait puede, en principio, significar "a los maestros les gustan los niños" o "a los niños les gustan los maestros", ya que la marcación de caso en elitnauristet "profesores" y mikelnguut "niños" no distingue los casos ergativo y posesivo (-t marca los plurales no posesivos de ambos casos). En casos como este, la preferencia SOV entra en juego y la oración se interpreta más fácilmente como "a los maestros les gustan los niños".

#### Deixis espacial
El Yup'ik tiene un rico sistema de deixis espacial. Es decir, muchas de las propiedades espaciales de cosas y eventos están codificadas lingüísticamente con gran detalle; esto es válido para los pronombres demostrativos (como en inglés "this one", "that one") así como para los adverbios espaciales ("here", "there").
Hay doce categorías que definen la orientación de una cosa o evento con respecto al ambiente. El entorno en este sentido incluye características topográficas (p. Ej., Hay un contraste entre río arriba y río abajo), los participantes en el evento del habla (p. Ej., Hay un contraste entre la proximidad al hablante y la proximidad al oyente) y el contexto lingüístico (una de estas doce categorías se utiliza para la anáfora ). Este contraste de doce vías está cortado por un contraste trinomial en extensión/movimiento horizontal: esto determina si el referente es extendido (horizontalmente largo o en movimiento) o no extendido, y si no está extendido, si es distal (típicamente lejos, indistinto e invisible) o proximal (típicamente cercano, distinto y visible).
Para ilustrar, las raíces demostrativas espaciales de Yup'ik (que luego se declinan para el caso y el número) se presentan en la siguiente tabla de Miyaoka (2012).
| Clase | Traducción de clase                       | Extendida | No extendida | No extendida |
| Clase | Traducción de clase                       | Extendida | Distal       | Proximal     |
| ----- | ----------------------------------------- | --------- | ------------ | ------------ |
| Yo    | aquí (cerca del orador)                   | mat-      |              | u-           |
| II    | allí (cerca del oyente)                   | tamat-    |              | tau-         |
| III   | antes mencionado / conocido               |           | im-          |              |
| IV    | acercándose (en el espacio o el tiempo)   |           | uk-          |              |
| V     | por ahí                                   | au͡g-      | am-          | ing-         |
| VI    | al otro lado, en la orilla opuesta        | ag-       | akm-         | ik-          |
| VII   | atrás / allá arriba, lejos del río        | pau͡g-     | pam-         | ping-        |
| VIII  | arriba / arriba allí (verticalmente)      | pag-      | pakm-        | pik-         |
| IX    | allá abajo / abajo, hacia el río (orilla) | un-       | cam-         | kan-         |
| X     | allá afuera, hacia la salida, río abajo   | un'g-     | cakm-        | ug-          |
| XI    | adentro, río arriba, tierra adentro       | qau͡g-     | qam-         | kiug-/kiu͡g-  |
| XII   | afuera, norte                             | qag-      | qakm-        | kex-         |

Tenga en cuenta que las clases I y II carecen de formas distales debido a un significado inherentemente no distal (estas formas solo ubican cosas que están cerca del hablante / oyente). La clase III es puramente anafórica y, por lo tanto, solo tiene una forma distal.

## Educación del idioma yupʼik
Se han realizado pequeños cambios para enseñar yupʼik a los nativos yup Yiks de Alaska. En 1972, la Legislatura del Estado de Alaska aprobó una legislación que exige que "si [una escuela es concurrida] por al menos 15 alumnos cuyo idioma principal no es el inglés, [entonces la escuela] deberá tener al menos un maestro que domine el idioma nativo". Luego, a mediados de la década de 1970, surgieron programas educativos con el fin de revivir y sostener el idioma yupʼik: MacLean señala que "En 1975, se promulgó un estatuto del estado de Alaska que ordena a todas las juntas escolares que (...) proporcionen un programa de educación bicultural para cada escuela (...) al que asisten al menos 8 alumnos con una capacidad limitada de habla inglesa y cuyo idioma principal no es el inglés". Sin embargo, "el estatuto abordó todos los idiomas además del inglés y, por lo tanto, amplió el bilingüismo por igual a los idiomas de inmigrantes", lo que significa que, aunque el estatuto aceptaba idiomas distintos del inglés en las escuelas, su "objetivo" principal era "promover el dominio del inglés", no mantener vivo a Yupʼik. 
Más tarde, durante el año escolar 1987-8, tres organizaciones, incluidos miembros de la comunidad nativa de Alaska, "iniciaron un proceso para establecer una política de idiomas nativos de Alaska para las escuelas en Alaska", que "establece que las escuelas tienen la responsabilidad de enseñar y utilizar como medio de instrucción del idioma nativo de Alaska de la comunidad local en la medida deseada por los padres de esa comunidad". Esta propuesta para la política del idioma nativo de Alaska se produce tres años después de "Central Yupʼik and the Schools: A Handbook for Teachers" de Steven A. Jacobson, una guía para profesores que ejemplifica las diferencias y similitudes entre el inglés y el yupʼik para que los yupʼik o los profesores de habla inglesa puedan incluir con éxito a los estudiantes esquimales yupʼik de habla inglesa en una "educación bilingüe-bicultural" que les enseñe su lengua materna. 
En 2018, se lanzó el primer programa de inmersión Yup'ik de Anchorage en College Gate Elementary. Cursos de idioma yup'ik se ofrecen en la Universidad de Alaska Anchorage y la Universidad de Alaska Fairbanks . Este último también ofrece títulos de licenciatura en lengua y cultura yupʼik, así como títulos asociados en educación en lengua nativa con especialización en yupʼik y certificados en dominio del idioma yupʼik.